# Katrin Apel
Katrin Apel (Erfurt, 4 de mayo de 1973) es una deportista alemana que compitió en biatlón.
Participó en tres Juegos Olímpicos de Invierno, entre los años 1998 y 2006, obteniendo en total cuatro medallas: oro y bronce en Nagano 1998, oro en Salt Lake City 2002 y plata en Turín 2006. Ganó diez medallas en el Campeonato Mundial de Biatlón entre los años 1996 y 2005, y una medalla de plata en el Campeonato Europeo de Biatlón de 1995.

## Palmarés internacional
| Juegos Olímpicos   | Juegos Olímpicos                | Juegos Olímpicos  | Juegos Olímpicos |
| Año                | Lugar                           | Medalla           | Prueba           |
| ------------------ | ------------------------------- | ----------------- | ---------------- |
| 1998               | Nagano (Japón)                  | Medalla de oro    | Relevo           |
| 1998               | Nagano (Japón)                  | Medalla de bronce | Velocidad        |
| 2002               | Salt Lake City (Estados Unidos) | Medalla de oro    | Relevo           |
| 2006               | Turín (Italia)                  | Medalla de plata  | Relevo           |
| Campeonato Mundial |                                 |                   |                  |
| Año                | Lugar                           | Medalla           | Prueba           |
| 1996               | Ruhpolding (Alemania)           | Medalla de oro    | Relevo           |
| 1996               | Ruhpolding (Alemania)           | Medalla de oro    | Equipo           |
| 1997               | Osrblie (Eslovaquia)            | Medalla de oro    | Relevo           |
| 1999               | Kontiolahti (Finlandia)         | Medalla de oro    | Relevo           |
| 2000               | Oslo (Noruega)                  | Medalla de plata  | Velocidad        |
| 2000               | Oslo (Noruega)                  | Medalla de plata  | Relevo           |
| 2001               | Pokljuka (Eslovenia)            | Medalla de plata  | Relevo           |
| 2004               | Oberhof (Alemania)              | Medalla de plata  | Salida en grupo  |
| 2004               | Oberhof (Alemania)              | Medalla de bronce | Relevo           |
| 2005               | Hochfilzen (Austria)            | Medalla de plata  | Relevo           |
| Campeonato Europeo |                                 |                   |                  |
| Año                | Lugar                           | Medalla           | Prueba           |
| 1995               | Grand-Bornand (Francia)         | Medalla de plata  | Velocidad        |